# Москвін Іван Михайлович (партійний діяч)
Іван Михайлович Москвін (28 січня 1890, місто Твер, тепер Російська Федерація — розстріляний 27 листопада 1937, місто Москва, Російська Федерація) — радянський партійний діяч, завідувач організаційно-розподільного відділу ЦК ВКП(б), начальник сектора кадрів — заступник голови ВРНГ СРСР, секретар Північно-Західного бюро РКП(б), член ЦВК. Кандидат у члени ЦК ВКП(б) у 1923—1927 роках. Член ЦК ВКП(б) у 1927—1934 роках. Член Комісії радянського контролю при РНК СРСР у 1934—1937 роках. Член Організаційного бюро ЦК ВКП(б) з 19 грудня 1927 по 26 січня 1934 року. Кандидат у члени Секретаріату ЦК ВКП(б) з 19 грудня 1927 по 2 жовтня 1932 року.

## Біографія
Народився в родині конторського службовця і домогосподарки. З грудня 1904 по 1909 рік був репетитором у місті Твері. У 1909 році закінчив Тверську класичну гімназію.
У 1909—1914 роках — студент Санкт-Петербурзького гірничого інституту, закінчив два з половиною курси. Одночасно з 1909 по 1914 рік працював репетитором у Санкт-Петербурзі.
Член РСДРП(б) з осені 1911 року.
У 1912—1914 роках — член Санкт-Петербурзького комітету РСДРП. Перед початком Першої світової війни в 1914 році був включений до складу Російського бюро ЦК РСДРП. Переслідувався російською царською владою.
З літа 1914 по весну 1916 року — технік-кресляр Геологічного комітету в Петрограді.
З літа 1916 по лютий 1917 року — технік із ґрунтів Геологічного комітету в Баку.
У 1917—1918 роках — партійний організатор, голова Залізничного районного комітету РСДРП(б) Петрограда. У 1917—1919 роках — член Петроградського міського комітету РКП(б).
У 1918—1920 роках — член колегії, завідувач обліково-розподільного відділу Політичного управління Петроградського військового округу, начальник Петроградського відділення Головного політичного управління Народного комісаріату шляхів сполучення РРФСР.
У квітні — серпні 1921 року — завідувач відділу управління виконавчого комітету Петроградської губернської ради.
У жовтні 1921 — травні 1923 року — завідувач організаційного відділу, секретар Петроградського губернського комітету РКП(б).
У травні 1923 — березні 1926 року — завідувач організаційного відділу Північно-Західного бюро РКП(б) (ВКП(б)). Одночасно з травня 1923 по 1924 рік — заступник секретаря, в 1924 — березні 1926 року — секретар Північно-Західного бюро РКП(б) (ВКП(б)) у Ленінграді.
25 березня 1926 — 5 січня 1930 року — завідувач організаційно-розподільного відділу ЦК ВКП(б).
5 січня — 14 листопада 1930 року — завідувач відділу розподілу адміністративно-господарських та профспілкових кадрів ЦК ВКП(б).
У листопаді 1930 — лютому 1932 року — начальник сектора кадрів — заступник голови Вищої ради народного господарства (ВРНГ) СРСР, керівник групи із пропаганди технічних знань.
У лютому 1932 — березні 1934 року — начальник сектора кадрів — член колегії Народного комісаріату важкої промисловості СРСР, керівник групи із пропаганди технічних знань.
У березні 1934 — листопаді 1935 року — член Бюро, керівник групи машинобудування Комісії радянського контролю при РНК СРСР. У листопаді 1935nbsp;— червні 1937 року — керівник групи важкої промисловості Комісії радянського контролю при РНК СРСР.
14 червня 1937 року заарештований органами НКВС у Москві. Засуджений Воєнною колегією Верховного суду СРСР 27 листопада 1937 року до страти, розстріляний того ж дня. Похований на Донському цвинтарі Москви.
11 липня 1956 року посмертно реабілітований, у 1956 року відновлений у партії.